# Rally del Cile
Il Rally del Cile (ufficialmente denominato Rally Chile), è una prova rallistica che si svolge in Cile a partire dal 2019, quando venne inserito come sesto appuntamento del campionato del mondo rally 2019. La competizione è basata nell'area attorno alla città di Concepción, nella Regione del Bío Bío, e si disputa su fondo sterrato.

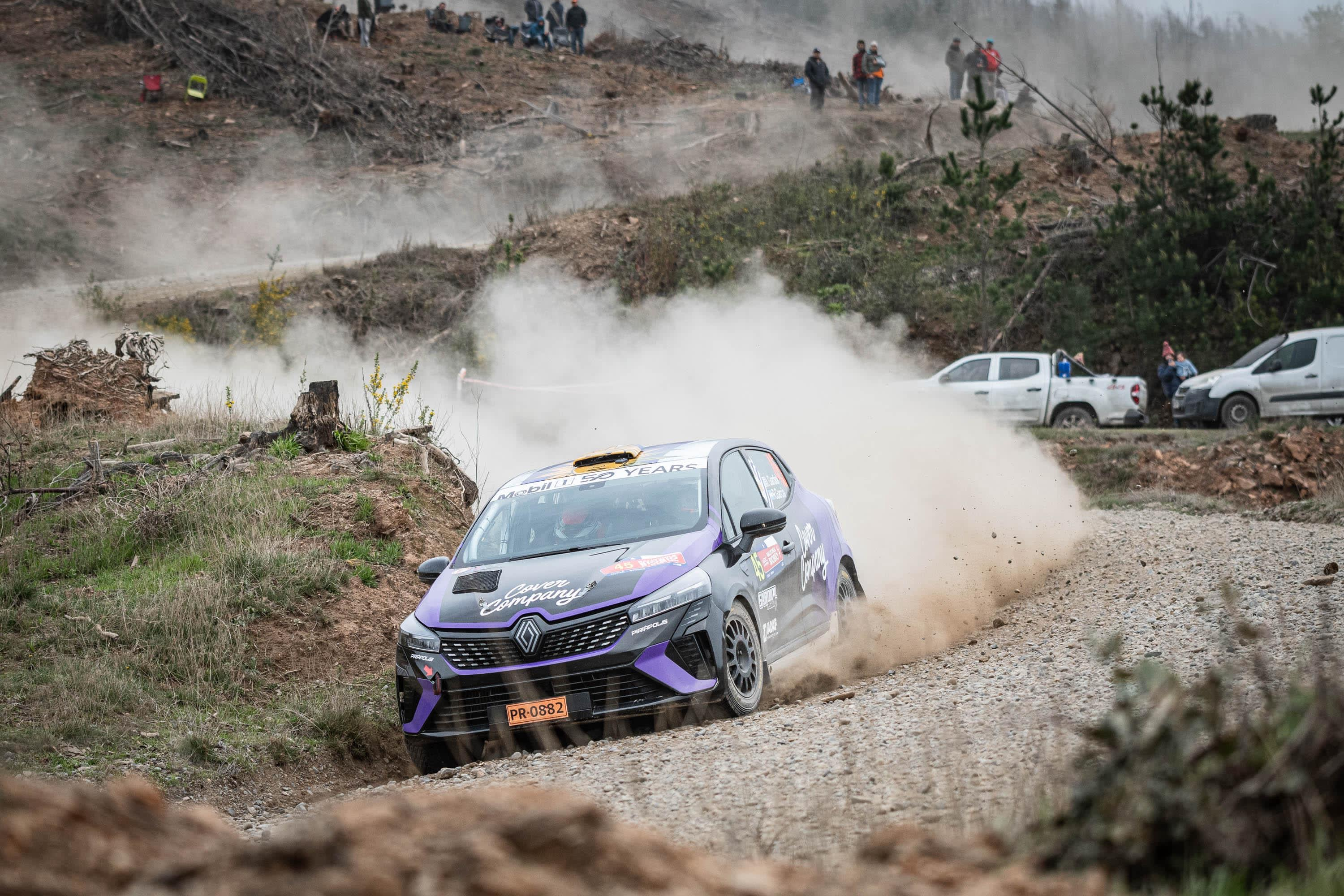
Ignacio Gardiol durante l'edizione del 2024

## Storia
Nell'ottobre del 2018 la WRC Promoter GmbH (organizzatore del mondiale rally) e la Federazione Internazionale dell'Automobile, dopo aver visionato le gare del campionato cileno (RallyMobil Chile), decisero di inserire una gara cilena nel calendario ufficiale 2019 come sesto appuntamento del mondiale, da svolgersi dal 9 al 12 maggio 2019 dopo la tappa argentina e prima del ritorno in Europa con il Rally del Portogallo. il Rally del Cile è la trentaduesima prova inserita nel mondiale dalla sua istituzione nel 1973.

## Edizioni
| Anno | Denominazione           | Vincitori                                                             | Auto                                                                  | Scuderia                                                              | Validità |
| ---- | ----------------------- | --------------------------------------------------------------------- | --------------------------------------------------------------------- | --------------------------------------------------------------------- | -------- |
| 2019 | 1º Copec Rally Chile    | Ott Tänak Martin Järveoja                                             | Toyota Yaris WRC                                                      | Toyota Gazoo Racing WRT                                               | WRC      |
| 2020 | 2º Copec Rally Chile    | L'evento è stato cancellato a causa della situazione politica in Cile | L'evento è stato cancellato a causa della situazione politica in Cile | L'evento è stato cancellato a causa della situazione politica in Cile | WRC      |
| 2021 | Copec Rally Chile 2021  | L'evento è stato cancellato                                           | L'evento è stato cancellato                                           | L'evento è stato cancellato                                           | WRC      |
| 2023 | Rally Chile BIOBÍO 2023 | Ott Tänak Martin Järveoja                                             | Ford Puma Rally1 Hybrid                                               | M-Sport Ford Rally Team                                               | WRC      |
| 2024 | 3° Rally Chile BIOBÍO   | Kalle Rovanperä Jonne Halttunen                                       | Toyota GR Yaris Rally1 Hybrid                                         | Toyota Gazoo Racing WRT                                               | WRC      |

## Statistiche

### Vittorie
| Pos. | Pilota          | N° vittorie |
| ---- | --------------- | ----------- |
| 1    | Ott Tänak       | 2           |
| 2    | Kalle Rovanperä | 1           |

| Pos. | Copilota        | N° vittorie |
| ---- | --------------- | ----------- |
| 1    | Martin Järveoja | 2           |
| 2    | Jonne Halttunen | 1           |

| Pos. | Costruttore | N° vittorie |
| ---- | ----------- | ----------- |
| 1    | Toyota      | 2           |
| 2    | Ford        | 1           |

### Podi
| Pos. | Pilota           | N° podi |
| ---- | ---------------- | ------- |
| 1    | Ott Tänak        | 3       |
| 2    | Elfyn Evans      | 2       |
| 3    | Sébastien Ogier  | 1       |
| 3    | Sébastien Loeb   | 1       |
| 3    | Thierry Neuville | 1       |
| 3    | Kalle Rovanperä  | 1       |

| Pos. | Copilota         | N° vittorie |
| ---- | ---------------- | ----------- |
| 1    | Martin Järveoja  | 3           |
| 2    | Scott Martin     | 2           |
| 3    | Julien Ingrassia | 1           |
| 3    | Daniel Elena     | 1           |
| 3    | Martijn Wydaeghe | 1           |
| 3    | Jonne Halttunen  | 1           |